# Krauchenwies
Krauchenwies – miejscowość i gmina w Niemczech, w kraju związkowym Badenia-Wirtembergia, w rejencji Tybinga, w regionie Bodensee-Oberschwaben, w powiecie Sigmaringen, wchodzi w skład związku gmin Sigmaringen. Leży w Górnej Szwabii, nad rzeką Ablach, ok. 10 km na południowy wschód od Sigmaringen.
W Krauchenwies znajduje się klasycystyczny zamek wybudowany w 1597, rezydencja letnia (gdzie urodziła się Stefania Hohenzollern-Sigmaringen – przyszła żona Piotra V.) oraz park Hohenzollernów (linia Hohenzollern-Sigmaringen).

## Dzielnice
Ważniejsze dzielnice gminy (liczba mieszkańców z 15 października 2004: 

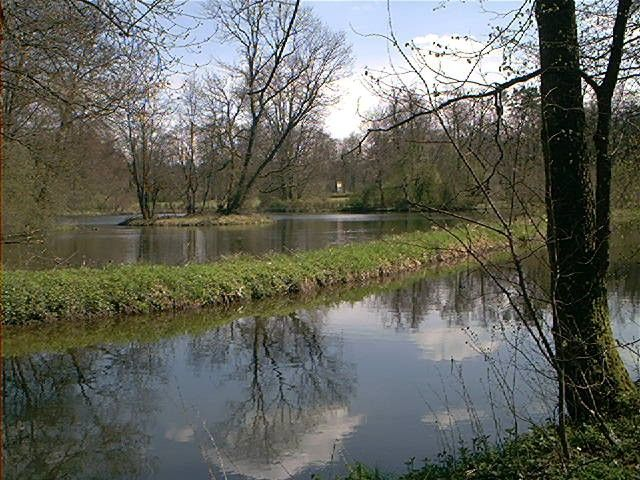
Park książęcy

- Krauchenwies (2315)
- Ablach (647)
- Bittelschieß (350)
- Ettisweiler (61)
- Göggingen (929)
- Hausen am Andelsbach (802)